# Sericoderus tropicus
Sericoderus tropicus is een keversoort uit de familie molmkogeltjes (Corylophidae). De wetenschappelijke naam van de soort werd in 1876 gepubliceerd door Theodor Franz Wilhelm Kirsch.